# Túnel Velho
O Túnel Alaor Prata, inaugurado como Túnel Real Grandeza, mas mais popularmente conhecido hoje como Túnel Velho, localiza-se na cidade do Rio de Janeiro, entre os bairros de Botafogo e Copacabana. O seu atual nome é uma homenagem a Alaor Prata, prefeito da cidade na gestão de 15 de janeiro de 1922 a 15 de novembro de 1926.

## História

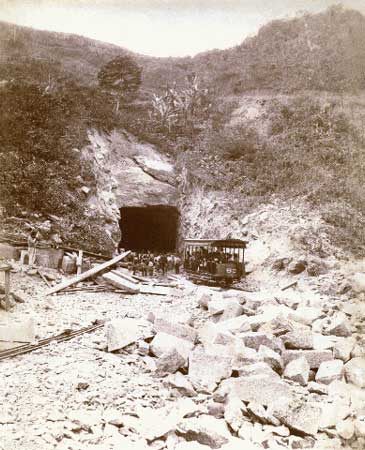
Túnel Velho, c. 1893-1894: vista da extremidade do túnel a partir da atual rua Siqueira Campos (Fotografia de Juan Gutierrez, Galeria do Museu Histórico Nacional.

A perfuração do Túnel Real Grandeza foi promovida pela Companhia Ferro-Carril do Jardim Botânico, dentro de uma estratégia do mercado imobiliário que, no início da República, pretendia investir na região litorânea de Copacabana, promovendo-a como um novo estilo de vida na cidade que pretendia se modernizar. O difícil acesso a esse trecho, isolado pelos morros, foi superado com a abertura ao tráfego, no mesmo ano da inauguração do túnel, da primeira linha de bondes para este bairro.
O túnel, com 182 metros de comprimento por 5,50 metros de largura, atravessava a garganta entre o Morro da Saudade e o Morro de São João, permitindo a extensão da linha de bondes que a companhia explorava, da rua Real Grandeza, em Botafogo, para a rua Barroso (atual Rua Siqueira Campos), em Copacabana, terminando na praça Malvino Reis (atual praça Serzedelo Correia). As obras ficaram a cargo do engenheiro José de Cupertino Coelho Cintra, tendo durado oito meses.
Inaugurado no dia 6 de julho de 1892, em cerimônia prestigiada pelo marechal Floriano Peixoto, então vice-presidente da república, em pouco tempo a linha do bonde era ampliada em direção à ponta do Leme e à ponta de Copacabana, permitindo a comercialização dos loteamentos. Essa data é, por essa razão, considerada por muitos como a de fundação do bairro de Copacabana.
O túnel foi reformado entre os anos de 1924 e 1925, na administração do então prefeito Alaor Prata, quando foi dotado de passeios laterais e alargado para treze metros. Entre 1967 e 1970 o túnel foi duplicado em desnível. Um novo túnel construído sob o existente, que foi reformado, tendo as obras custado 5 milhões de cruzeiros.

## Na cultura popular
- O túnel foi um dos cenários da telenovela da Rede Globo O Espigão (1974), de Dias Gomes.[6]